# حي ردفان (عدن)
حي ردفان هو أحد أحياء مديرية المعلا في محافظة عدن اليمنية. يبلغ تعداد سكانه 12240 نسمة حسب التعداد السكاني في اليمن لعام 2004.